# Ihor Pinčuk
Ihor Borysovyč Pinčuk (in ucraino Ігор Борисович Пінчук?, in russo Игорь Борисович Пинчук?, Igor' Borisovič Pinčuk; Kiev, 11 ottobre 1967) è un ex cestista sovietico, dal 1991 ucraino.

## Carriera
Con l'Unione Sovietica ha disputato i Campionati mondiali del 1990.

## Palmarès
- Campionato sovietico: 1

Stroitel' Kiev: 1988-89
- Campionato slovacco: 1

Prievidza: 1993-94